# Nicola II Crisoberge
Nicola II Crisoberge (in greco Νικόλαος ὁ Χρυσοβέργης?; ... – 16 dicembre 991) è stato un arcivescovo bizantino, che ha ricoperto la carica di Patriarca ecumenico di Costantinopoli tra il 979 e il 991.

## Axion Estin
Nel 980, durante il regno dell'Imperatore Basilio II, quando Nicola era Patriarca ecumenico, si credeva che l'Arcangelo Gabriele fosse apparso nelle vesti di un monaco al discepolo di un certo monaco nel Monastero del Pantocratore sul Monte Athos. Il monaco riferì che l'angelo cantava un nuovo verso dell'inno mattutino, registrato su un'ardesia ancora conservata nel monastero. Nicola ricevette la reliquia nella cattedrale di Santa Sofia. L'Axion Estin è ancora cantato nei servizi ortodossi.

## Cristianizzazione della Rus' di Kiev
Il mandato di Nicholas vide anche il completamento della cristianizzazione del Khaganato di Rus' e la nomina del primo metropolita della Rus' di Kiev, Michele I.

## Canonizzazione
Il patriarca Nicola fu successivamente canonizzato e viene commemorato sia dalla Chiesa cattolica romana che dalla Chiesa ortodossa il 16 dicembre.